# Stenoluperus itoi
Stenoluperus itoi is een keversoort uit de familie bladkevers (Chrysomelidae). De wetenschappelijke naam van de soort werd in 1991 gepubliceerd door Kimoto.